# سد وادي ضيم
سد وادي ضيم يقع في وادي ضيم بمكة وهو السد الوحيد في الوادي ومن اقدم سدود منطقة مكة المكرمة.